# Nghiên cứu sắc tộc

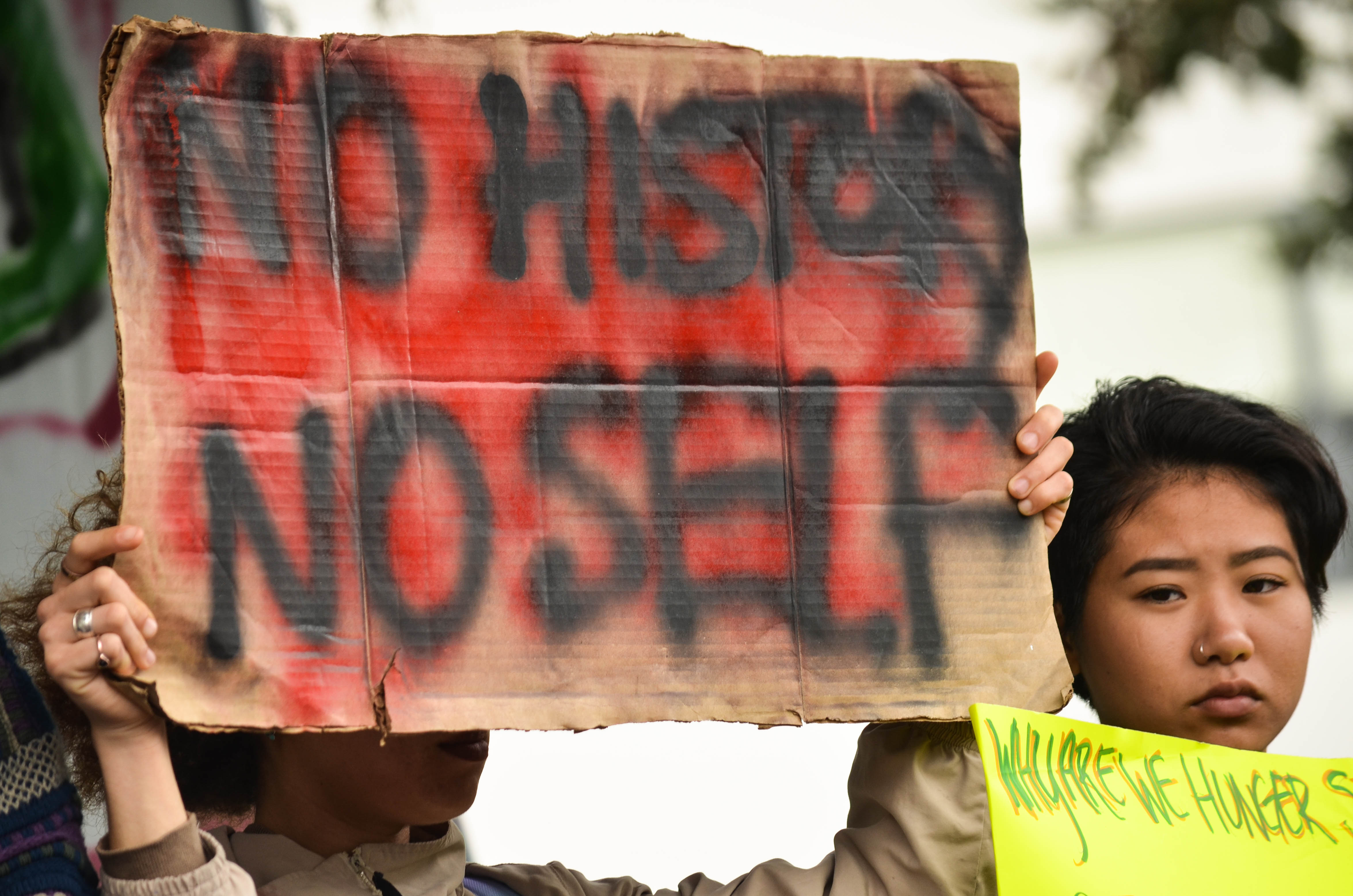
Sinh viên gốc Á giơ cao biểu ngữ đoàn kết và ủng hộ Mặt trận Giải phóng Thế giới Thứ ba vào năm 2016 với tên của các sinh viên tuyệt thực để bảo vệ Trường Cao đẳng Nghiên cứu Sắc tộc bang San Francisco, trong cuộc họp báo khẩn cấp ở ngày 9 tháng 5

Nghiên cứu sắc tộc (Ethnic studies) hay Nghiên cứu tộc người (Dân tộc chí) là nghiên cứu liên ngành về sự khác biệt chủ yếu là chủng tộc, sắc tộc (sắc dân/giống dân/tộc người) và quốc gia dân tộc người bản địa, cũng như về tình dục, giới tính và các dấu hiệu khác và quyền lực, được thể hiện thông qua cơ chế nhà nước, xã hội dân sự và các cá nhân. Nguồn gốc của việc nghiên cứu sắc tộc có trước kỷ nguyên dân quyền, ngay từ những năm 1900, trong thời gian này, nhà giáo dục và nhà sử học W. E. B. Du Bois bày tỏ sự cần thiết phải dạy lịch sử của người da đen. Tuy nhiên, Nghiên cứu Dân tộc được biết đến rộng rãi như một vấn đề thứ yếu nảy sinh sau kỷ nguyên dân quyền. Các nghiên cứu về sắc tộc ban đầu được hình thành để định hình lại cách mà các ngành cụ thể kể lại những câu chuyện, lịch sử, cuộc đấu tranh và chiến thắng của người da màu theo những gì được coi là thuật ngữ riêng của họ. Trong những năm gần đây, thuật ngữ này đã mở rộng trọng tâm của mình để bao gồm các câu hỏi về tính đại diện, phân biệt chủng tộc, lý thuyết hình thành chủng tộc, cũng như các chủ đề và cách tiếp cận liên ngành rõ ràng hơn. Ngược lại với nghiên cứu quốc tế, ban đầu được tạo ra để tập trung vào mối quan hệ giữa Hoa Kỳ và các nước thuộc Thế giới thứ ba, nghiên cứu về dân tộc được tạo ra để thách thức chương trình giảng dạy hiện có và tập trung vào lịch sử của những người thuộc các dân tộc thiểu số khác nhau ở Hoa Kỳ.

## Đại cương
Nghiên cứu dân tộc là một lĩnh vực học thuật bao trùm các ngành khoa học xã hội và nhân văn, ngành nghiên cứu này nổi lên như một lĩnh vực học thuật vào nửa sau thế kỷ XX một phần để đáp lại những cáo buộc mà các ngành khoa học xã hội và nhân văn truyền thống như nhân chủng học, lịch sử, văn học, xã hội học, khoa học chính trị, nghiên cứu văn hóa và nghiên cứu khu vực vốn được hình thành từ quan điểm trọng Âu (Âu tâm luận) vốn có. Cuộc bãi khóa yêu cầu thành lập khoa Nghiên cứu Dân tộc diễn ra vào năm 1968 do Mặt trận Giải phóng Thế giới Thứ ba (TWLF), một nỗ lực chung của Hội Sinh viên Da đen, Tổ chức Sinh viên Mỹ Latinh, Liên minh Chính trị Mỹ gốc Á và Hiệp hội sinh viên người Mỹ bản địa. Đây là cuộc bãi khóa dài nhất của sinh viên trong lịch sử đất nước và dẫn đến việc thành lập Trường Nghiên cứu Dân tộc. Chủ tịch S.I.Hayakawa đã chấm dứt cuộc bãi khóa sau khi thực hiện một cách tiếp cận cứng rắn khi bổ nhiệm Tiến sĩ James Hirabayashi làm hiệu trưởng đầu tiên của Trường Nghiên cứu Dân tộc (nay là Trường Cao đẳng) tại Đại học Bang San Francisco.
Trong lịch sử, nghiên cứu tộc người có mối quan hệ quan trọng giữa người nghiên cứu và người được nghiên cứu hay quan hệ giữa người bản địa và nhà nghiên cứu. Khi các nhà nghiên cứu không phải là người bản địa đã gây ra những ảnh hưởng tiêu cực đến người bản địa nên bản địa học phê phán không chấp nhận điều đó coi như là một dạng thức bạo lực và gợi mở ra nhiều vấn đề về việc sản xuất tri thức và kiểm soát các dòng tri thức. Chủ nghĩa thực dân đã đưa quá trình sản xuất tri thức về người dân bản địa để phục vụ lợi ích của Nhà nước chứ không phải vì chính người dân bản địa. Họ cũng kiểm soát các dòng tri thức để quay lại nô dịch người bản địa. Nghiên cứu dưới sự chi phối của Chủ nghĩa thực dân đã trở thành một thứ quyền lực để tạo ra bạo lực và nô dịch người bản địa. Bản địa học phê phán cật lực phản đối quá trình sản xuất tri thức của Chủ nghĩa thực dân. Khi Chủ nghĩa thực dân bị phê phán mạnh mẽ trên cấp độ toàn cầu thì tái sinh dưới các dạng thức Chủ nghĩa thực dân bản địa, Chủ nghĩa thực dân hậu hiện đại với những mỹ từ hoa lệ hơn nhưng cơ bản thì tư tưởng nô dịch và lấy quá trình sản xuất tri thức để nô dịch người bản địa vẫn không thay đổi. Quá trình sản xuất tri thức về tộc người thường gắn với ba mục tiêu gồm phục vụ lợi ích của Nhà nước, nhà cầm quyền, hệ thống chính trị, phục vụ lợi ích của nhà nghiên cứu và phục vụ lợi ích của đối tượng nghiên cứu.
Một số nhà nghiên cứu đã đưa ra nhận xét cho rằng các công trình nghiên cứu dân tộc học có đặc điểm nổi bật là hướng vào việc mô tả các khía cạnh và hiện tượng văn hoá của tộc người, tìm những nét văn hoá truyền thống và ít biến đổi, những miêu thuật dân tộc học như vậy cố gắng bao quát tất cả các mặt của đời sống tộc người, từ văn hoá vật chất đến quan hệ gia đình và xã hội, rồi những sinh hoạt của đời sống tinh thần rồi các tư liệu này thường được nhập vào một khuôn mẫu giải thích có sẵn, tìm mối liên hệ của chúng trong lịch sử. Dân tộc chí sử dụng các phương pháp dân tộc học thực địa (mô tả, phân loại, phương pháp tàn dư), ở những thập niên gần đây xuất hiện nỗ lực của nhiều nhà nghiên cứu muốn khắc phục những điểm hạn chế của cả cách mô tả dân tộc học. Phương pháp luận về tính cách dân tộc thực tế đã xuất hiện những ý kiến thường xuyên về thói hư tật xấu của tâm lý dân tộc. Nhưng cũng có những người dị ứng với bàn luận kiểu này, coi đó là sự xúc phạm, lo ngại người ngoài sẽ nghĩ xấu, nghĩ sai về dân tộc, mỗi dân tộc là một thực thể có tính đặc thù, duy nhất, mà các điểm tích cực hay tiêu cực là sản phẩm riêng được tạo nên bởi hoàn cảnh riêng. Mỗi dân tộc đều có các điểm tích cực và tiêu cực.